# Tuela
Il Tuela è un fiume della penisola iberica che dà origine, insieme al fiume Rabaçal, al fiume Tua, a sua volta affluente del Duero.

## Corso del fiume
Nasce nella Sierra Segundera al centro del Parco naturale del Lago de Sanábria in provincia di Zamora (Castiglia e León - Spagna) ad un'altitudine di 1850 m s.l.m.; entra in Portogallo nella freguesia di Moimenta (comune di Vinhais, distretto di Bragança) al centro del Parque Natural de Montesihno.
A nord di Mirandela si unisce al fiume Rabaçal per dare origine al fiume Tua.

## Affluenti
- Fiume Pedro
- Fiume Gamoneda/Baceiro
- Fiume Guide